# Call Me What You Like
Call Me What You Like è un singolo del gruppo musicale britannico Keane, pubblicato il 31 gennaio 2000 dalla Zoomorphic Recordings.

## Tracce
1. Call Me What You Like – 5:21
2. Rubbernecking – 6:00
3. Closer Now – 5:00

## Formazione
- Tom Chaplin – chitarra acustica, voce
- Tim Rice-Oxley – basso, tastiera
- Dominic Scott – chitarra, tastiera
- Richard Hughes – batteria